# Nieuwe Driemanspolder
Het waterschap Nieuwe Driemanspolder was een waterschap in de gemeenten Leidschendam en Zoetermeer in de Nederlandse provincie Zuid-Holland.
Het waterschap werd in 1976 gevormd uit de twee onderstaande waterschappen:
- De Driemanspolder
- De Nieuwe Polder

In 1979 werd het waterschap opgeheven. 
Het waterschap was verantwoordelijk voor de waterhuishouding in de polders. Een molendriegang bij Leidschendam verzorgde een deel van de bemaling, maar werd in 1951 buiten bedrijf gesteld. De drie molens zijn nog wel maalvaardig; ze dienen als reservecapaciteit. 
De naam Nieuwe Driemanspolder wordt ook gebruikt voor een tussen 2017 en 2020 aangelegde piekberging annex natuur- en recreatiegebied in de Driemanspolder. 